# Junioren-Badmintonpanamerikameisterschaft
Junioren-Badmintonpanamerikameisterschaften finden seit 1977 unter der Schirmherrschaft von Badminton Pan Am statt. 2023 wurden die Titelkämpfe zum 31. Mal ausgetragen.

## Austragungsorte
- 1977 (1.)  Mexiko-Stadt
- 1978 (2.)  Vancouver
- 1979 (3.)  Lima
- 1981 (4.)  Mexiko-Stadt
- 1988 (5.)  Denver
- 1990 (6.)  Guatemala-Stadt
- 1991 (7.)  Mexiko-Stadt
- 1992 (8.)  Lima
- 1994 (9.)  Havanna
- 1996 (10.)  San Juan
- 1998 (11.)  Guadalajara
- 2000 (12.)  Havanna
- 2002 (13.)  Orange
- 2004 (14.)  Lima
- 2006 (15.)  Campinas
- 2007 (16.)  Puerto Vallarta
- 2008 (17.)  Guatemala-Stadt
- 2009 (18.)  Guaynabo
- 2010 (19.)  Santo Domingo
- 2011 (20.)  Kingston
- 2012 (21.)  Sherwood Park
- 2013 (22.)  Puerto Vallarta
- 2014 (23.)  Guatemala-Stadt
- 2015 (24.)  Tijuana
- 2016 (25.)  Lima
- 2017 (26.)  Markham
- 2018 (27.)  Salvador
- 2019 (28.)  Moncton
- 2021 (29.)  Acapulco
- 2022 (30.)  Santo Domingo
- 2023 (31.)  Lima
- 2024 (32.)  Aguascalientes
- 2025 (33.)  Guatemala-Stadt

## Die Einzeltitelträger
| Saison | Altersklasse | Herreneinzel           | Dameneinzel             | Herrendoppel                              | Damendoppel                            | Mixed                                          |
| ------ | ------------ | ---------------------- | ----------------------- | ----------------------------------------- | -------------------------------------- | ---------------------------------------------- |
| 1977   | U18          | Paul Johnson           | Sandra Skillings        | Paul Johnson Byron Kidd                   | Sandra Skillings Debbie Smith          | Paul Johnson Johanne Falardeau                 |
| 1977   | U16          | Mike Butler            | Linda Cloutier          | Mike Butler Dave Johnson                  | Linda Cloutier Johanne Belanger        | Dave Johnson Linda Cloutier                    |
| 1977   | U14          | A. Geyne               | Nancy Cherny            | Craig Shum R. Jackson                     | Nancy Cherny Nadine Fitzpatrick        | Craig Shum Nancy Cherny                        |
| 1977   | U12          | Bernardo Monreal       | -                       | -                                         | -                                      | -                                              |
| 1979   | U18          | Brad Wowchuk           | Johanne Falardeau       | David Collis Gary Shelstadt               | Johanne Falardeau Linda Cloutier       | Brad Wowchuk Johanne Falardeau                 |
| 1979   | U15          | Craig Shum             | Diana Addison           | Craig Shum R. Jackson                     | Joy Kitzmiller Christina Cook          | Craig Shum Johnson                             |
| 1979   | U13          | Benny Lee              | Susan Marsh             | Garcia Salazar                            | J. Kusmack Julia Cooper                | Steven Nenniger Susan Marsh                    |
| 1988   | U18          | Sean Halliday          | Caroline Thorne         | Patrick Dore Fred D'Amour                 | Caroline Thorne Marie-Claude LaChance  | Lance Hunter Marie-Claude LaChance             |
| 1988   | U16          | Kenneth Erichsen       | Beth Richardson         | Mike Beres Kyle Hunter                    | Beth Richardson Kathleen Hunt          | Mike Beres Beth Richardson                     |
| 1988   | U14          | Arne Rungi             | Elma Ong                | Guillermo Cox Miguel Arguelles            | Elma Ong Moira Ong                     | Guillermo Cox Kelly Liparelli                  |
| 1988   | U12          | Christian Erichsen     | Jennifer Wong           | Christian Erichsen Marlon Samuel          | -                                      | Christopher Garnett Jennifer Wong              |
| 1990   | U18          | Kenneth Erichsen       | Kathy Zimmerman         | Kenneth Erichsen Renato Rosales           |                                        | Kenneth Erichsen                               |
| 1990   | U16          | Moises Altalef         | Zvetlana Serralde       | Moises Altalef                            |                                        | Moises Altalef                                 |
| 1990   | U14          | Christian Erichsen     | Stephanie Wo            | Christian Erichsen                        |                                        | Christian Erichsen                             |
| 1990   | U12          | Juan Jose Barragan     |                         | Juan Jose Barragan                        |                                        | Juan Jose Barragan                             |
| 1994   | U19          | Christian Erichsen     | Nigella Saunders        | Christian Erichsen Pedro Yang             | Shany Brice Sasha Henry                | Pedro Yang Paola Rossill                       |
| 1994   | U16          | Jonathan Morales       | Nigella Saunders        | Antonio Guzmán Jonathan Morales           | Shany Brice Doreen Williams            | Maurice Ellis Nigella Saunders                 |
| 1996   | U19          | Howard Bach            |                         | William Milroy Bobby Milroy               |                                        |                                                |
| 1998   | U19          | William Milroy         | Anna Rice               | William Milroy Sam Smith                  | Casey Peters Elie Wu                   | William Milroy Lindsay van Riper               |
| 2002   | U19          | Eric Go                | Hu Jun Xia              | Eric Go Mike Chansawangpuvana             | Samantha Jinadasa Eva Lee              | Nicholas Jinadasa Eva Lee                      |
| 2002   | U17          | Richard Liang          | Samantha Jinadasa       | Brendan Taft Daniel Gouw                  | Cristina Aicardi Claudia Rivero        | Daniel Gouw Samantha Jinadasa                  |
| 2002   | U15          | Alex Pang              | Jamie Subandhi          | Martín del Valle Andy Cheong              | Lauren Todt Jamie Subandhi             | Alex Pang Sophina Verjee                       |
| 2002   | U13          | Howard Shu             | Priscilla Lun           | Howard Shu Richard Fung                   | Priscilla Lun Cheryl Chow              | Howard Shu Susana Zhong                        |
| 2004   | U19          | Kevin Cordón           | Claudia Rivero          | Brandon Taft Daniel Gouw                  | Jamie Subandhi Daphne Ng               | Brandon Taft Lauren Todt                       |
| 2004   | U17          | Antonio de Vinatea     | Alejandra Monteverde    | Martín del Valle Antonio de Vinatea       | Daniela Cuba Alejandra Monteverde      | Antonio de Vinatea Alejandra Monteverde        |
| 2004   | U15          | Jonathan Ma            | Lysa Morishita          | Peter Butler Jonathan Ma                  | Claudia Zornoza Caridad Frias          | Jonathan Ma Lysa Morishita                     |
| 2004   | U13          | Brendan Lum            | Katherine Winder        | Waldemar Schroeder Mario Cuba             | Katherine Winder Lorena Duany          | Mario Cuba Lorena Duany                        |
| 2004   | U11          | Andrés Quadri          | Micaela Rivero          | Luis Ramón Garrido Andrés Quadri          | Micaela Rivero Camilla García          | Andrés Quadri Nidia González                   |
| 2006   | U19          | Antonio de Vinatea     | Lauren Todt             | Sasha Boyarin Azam Ali                    | Daphne Ng Lauren Todt                  | Jamie Subandhi Jack Shu                        |
| 2006   | U17          | Bruno Monteverde       | Rena Wang               | Chadwick Parsons Gareth Henry             | Manuela Olcese Claudia Zornoza         | Howard Shu Rena Wang                           |
| 2006   | U15          | Andrés López           | Lorena Duany            | Waldemar Schroeder Mario Cuba             | Lorena Duany Katherine Winder          | Mario Cuba Katherine Winder                    |
| 2006   | U13          | Andrés Quadri          | Iris Wang               | Gonzalo Duany Pablo Antonio Aguilar       | Taina Coelho Luana Vicente             | Pablo Antonio Aguilar Micaela Rivero           |
| 2006   | U11          | Ygor Coelho            | Camilla García          | Fabio Soares Ygor Coelho                  | Stefanny Lopes Lohaynny Vicente        | Ygor Coelho Lohaynny Vicente                   |
| 2007   | U19          | Osleni Guerrero        | Jamie Subandhi          | Jack Shu Howard Shu                       | Chelcia Petersen Grace Gao             | Logan Campbell Chelcia Petersen                |
| 2007   | U17          | Gareth Henry           | Michelle Li             | Bruno Monteverde Mario Cuba               | Phyllis Chan Michelle Li               | Lino Muñoz Victoria Montero                    |
| 2007   | U15          | Nyl Yakura             | Irytsha González        | David Ponich Nyl Yakura                   | Daneysha Santana Irytsha González      | Nyl Yakura Kacey Tung                          |
| 2007   | U13          | Ygor Coelho            | Camilla García          | Bryan Valentín Aleandro Roman             | Camilla García Micaela Rivero          | Gonzalo Duany Micaela Rivero                   |
| 2007   | U11          | Sean Wilson            | Daniela Macías          | Shane Wilson Sean Wilson                  | Génesis Valentín Niurka Cordero        | Sean Wilson Daniela Macías                     |
| 2008   | U19          | Martin Giuffre         | Rena Wang               | Martin Giuffre David Pastewka             | Priscilla Lun Rena Wang                | Howard Shu Cheryl Chow                         |
| 2008   | U17          | Mario Cuba             | Surabhi Kadam           | Zenas Lam Brendan Lum                     | Surabhi Kadam Jessica Leung            | Mario Cuba Katherine Winder                    |
| 2008   | U15          | Phillip Chew           | Iris Wang               | Phillip Chew Andrew Nicholas Susanto      | Carolyn O’Dwyer Josephine Wu           | Phillip Chew Iris Wang                         |
| 2008   | U13          | Ygor Coelho            | Lohaynny Vicente        | Ygor Coelho Fabio Soares                  | Camilla García Daniela Zapata          | Ygor Coelho Lohaynny Vicente                   |
| 2008   | U11          | Shane Wilson           | Micaela Lum             | Vinson Chiu Shane Wilson                  | Crystal Pan Micaela Lum                | Vinson Chiu Micaela Lum                        |
| 2009   | U19          | Thomas Moretti         | Rena Wang               | Mario Cuba Bruno Monteverde               | Rena Wang Iris Wang                    | Mario Cuba Katherine Winder                    |
| 2009   | U17          | Nyl Yakura             | Iris Wang               | Nathan Leung Clinton Wong                 | Emily Kan Samantha Li                  | Phillip Chew Iris Wang                         |
| 2009   | U15          | Duncan Yao             | Zandra Ho               | Willian Cheung Derrick Long               | Lohaynny Vicente Mariana Freitas       | Willian Cheung Samantha Li                     |
| 2009   | U13          | Sean Wilson            | Anna Tang               | Timothy Lam Darren Yang                   | Crystal Pan Christine Yang             | Christopher Kan Anna Tang                      |
| 2009   | U11          | Shane Wilson           | Vera Costa              | Richerd Chen Cadmus Yeo                   | Shayene Carvalho Vera Costa            | Cadmus Yeo Joanna Liu                          |
| 2010   | U19          | Nyl Yakura             | Surabhi Kadam           | Henry Wiebe Nyl Yakura                    | Jaylene Forestier Daneysha Santana     | Nyl Yakura Adrianna Giuffre                    |
| 2010   | U17          | Felix Deblois-Beaucage | Daneysha Santana        | William Cheung Kenneth Hui                | Qufei Chen Josephine Wu                | Aleandro Roman Daneysha Santana                |
| 2010   | U15          | Ygor Coelho            | Lohaynny Vicente        | Pow Hwa Cha Aston Khor                    | Kyleigh O’Donoghue Takeisha Wang       | Ygor Coelho Lohaynny Vicente                   |
| 2010   | U13          | Francisco Treviño      | Micaela Lum             | Vinson Chiu Brian Duong                   | Priscilla Long Micaela Lum             | Vinson Chiu Micaela Lum                        |
| 2010   | U11          | Donnians Oliveira      | Michelle Zhang          | Donnians Oliveira Jonathan Matias         | Breanna Chi Cindy Yuan                 | Robert Huang Cindy Yuan                        |
| 2011   | U19          | Clinton Wong           | Mariana Ugalde          | Clinton Wong Nyl Yakura                   | Claudia Hardi Samantha Li              | Nyl Yakura Adrianna Giuffre                    |
| 2011   | U17          | Duncan Yao             | Lohaynny Vicente        | Mac Lee Nathan Osborne                    | Takeisha Wang Josephine Wu             | Nathan Osborne Josephine Wu                    |
| 2011   | U15          | Justin Ma              | Christine Yang          | Raymond Hsia Albert Li                    | Victoria Chen Crystal Pan              | Darren Yang Victoria Chen                      |
| 2011   | U13          | Shane Wilson           | Erin O’Donoghue         | Walleson Evangelista Fabrício Farias      | Breanna Chi Stephanie Yu               | Cadmus Yeo Stephanie Yu                        |
| 2011   | U11          | Clayton Cayen          | Breanna Chi             | Nicolás Macías Gustavo Alfredo Salazar    | Jennie Gai Julie Yang                  | Eric Chang Breanna Chi                         |
| 2012   | U19          | Andrew D’Souza         | Iris Wang               | Phillip Chew Jeffrey Kuo                  | Cherie Chow Christine Yang             | Phillip Chew Iris Wang                         |
| 2012   | U17          | Ygor Coelho            | Rachel Honderich        | Luis Ramón Garrido Daniel Martínez        | Rachel Honderich Brittney Tam          | Ygor Coelho Lohaynny Vicente                   |
| 2012   | U15          | Jason Ho-Shue          | Crystal Pan             | Vinson Chiu Brian Duong                   | Nicole Frevold Soumya Gade             | Bryan Wong Priscilla Long                      |
| 2012   | U13          | Fabrício Farias        | Joanna Liu              | Derek Hu Xiu Liu                          | Joanna Liu Karen Ma                    | Xiu Liu Joanna Liu                             |
| 2012   | U11          | Don Averia             | Karina Chan             | Erick Duong Tony Liuzhou                  | Karina Chan Tammy Xie                  | Erick Duong Cassandra Yu                       |
| 2013   | U19          | Ygor Coelho            | Lohaynny Vicente        | Benny Lin Duncan Yao                      | Cherie Chow Christine Yang             | Nathan Osborne Josephine Wu                    |
| 2013   | U17          | Jason Ho-Shue          | Crystal Pan             | Jason Ho-Shue Jonathan Lai                | Victoria Chen Crystal Pan              | Ty Alexander Lindeman Takeisha Wang            |
| 2013   | U15          | Jonathan Mathias       | Kerry Xu                | Andre Wang Cadmus Yeo                     | Annie Xu Kerry Xu                      | Cadmus Yeo Annie Xu                            |
| 2013   | U13          | Clayton Cayen          | Jennie Gai              | Clayton Cayen Alexander Zheng             | Jennie Gai Helen Ye                    | Alexander Zheng Jennie Gai                     |
| 2013   | U11          | Don Averia             | Lauren Lam              | Brandon Xu Joshua Yuan                    | Claire Chen Tiffany Kuang              | Brandon Xu Lauren Lam                          |
| 2014   | U19          | Timothy Lam            | Crystal Pan             | Samuel Ricketts Sean Wilson               | Annie Xu Kerry Xu                      | Darren Yang Victoria Chen                      |
| 2014   | U17          | José Guevara           | Priscilla Long          | Vinson Chiu Brian Doung                   | Priscilla Long Madeline Sporkert       | Joseph Pitman Nicole Frevold                   |
| 2014   | U15          | Ricky Liuzhou          | Jamie Hsu               | Kyle To Brian Yang                        | Cindy Yuan Michelle Zhang              | Ricky Liuzhou Joanna Liu                       |
| 2014   | U13          | Don Averia             | Cassandra Yu            | Don Averia Eric Duong                     | Lauren Lam Cassandra Yu                | Don Averia Lauren Lam                          |
| 2014   | U11          | Andrew Yuan            | Netra Shetty            | Siddharta Javvaji Andrew Wang             | Kalea Sheung Jolie Wang                | Joshua Yeung Netra Shetty                      |
| 2015   | U19          | Jason Ho-Shue          | Qingzi Ouyang           | Jason Ho-Shue Jonathan Lai                | Annie Xu Kerry Xu                      | Jason Ho-Shue Qingzi Ouyang                    |
| 2015   | U17          | Ailton Correa          | Cindy Yuan              | Ricky Liuzhou Cadmus Yeo                  | Katie Ho-Shue Vania Wu                 | Brian Yang Katie Ho-Shue                       |
| 2015   | U15          | Brian Yang             | Jennie Gai              | Nicolás Macías Gustavo Alfredo Salazar    | Catherine Choi Talia Ng                | Dean Tan Jennie Gai                            |
| 2015   | U13          | Thiago Mozer Ribeiro   | Evelyn Zeng             | Brandon Xu Joshua Yuan                    | Tiffany Kuang Claire Chen              | Joshua Yuan Claire Chen                        |
| 2015   | U11          | Ryan Ma                | Francesca Corbett       | Ryan Ma Thompson Ma                       | Francesca Corbett Hailey Hung          | Ryan Ma Kaitlyn Wang                           |
| 2016   | U19          | Cleyson Nobre Santos   | Qingzi Ouyang           | Desmond Wang Brian Yang                   | Giselle Chan Katie Ho-Shue             | Brian Yang Katie Ho-Shue                       |
| 2016   | U17          | Brian Yang             | Katie Ho-Shue           | Bryce Kan Ethan Low                       | Jacqueline Lima Sâmia Lima             | Fabrício Farias Sâmia Lima                     |
| 2016   | U15          | Don Averia             | Lauren Lam              | Don Averia Eric Duong                     | Karina Chan Lauren Lam                 | Gustavo Alfredo Salazar Ariana Monomisato      |
| 2016   | U13          | Siddharta Javvaji      | Juliana Viana Vieira    | Daniel Bielin Siddharta Javvaji           | Nettra Shetty Jolie Wang               | Andrew Yuan Kalea Shung                        |
| 2016   | U11          | Weslie Chen            | Veronica Yang           | Kai Chong Alvin Ng                        | Chloe Ho Veronica Yang                 | Weslie Chen Veronica Yang                      |
| 2017   | U19          | Brian Yang             | Lauren Lam              | Fabrício Farias Vinicios Santos           | Breanna Chi Cindy Yuan                 | Brian Yang Katie Ho-Shue                       |
| 2017   | U17          | Willian Guimarães      | Talia Ng                | Nicolás Macías Gustavo Alfredo Salazar    | Catherine Choi Talia Ng                | Kyle To Jolie Wang                             |
| 2017   | U15          | Brandon Xu             | Rachel Chan             | Brandon Xu Joshua Yuan                    | Nicole Ju Jolie Wang                   | Brandon Xu Claire Chen                         |
| 2017   | U13          | Joshua Nguyen          | Francesca Corbett       | Ryan Ma Isaac Yang                        | Francesca Corbett Allison Lee          | Ryan Ma Kaitlyn Wang                           |
| 2017   | U11          | Linden Wang            | Jasmine Yeung           | Scott Lin Linden Wang                     | Sahasra Chada Jasmine Yeung            | Scott Lin Jasmine Yeung                        |
| 2018   | U19          | Jonathan Matias        | Talia Ng                | Ryan Zheng Winston Tsai                   | Crystal Lai Wendy Zhang                | Kevin Wang Wendy Zhang                         |
| 2018   | U17          | Willian Guimarães      | Jacqueline Cheung       | Rafael Faria Willian Guimarães            | Jacqueline Cheung Tiffany Too          | Darren Choi Jacqueline Cheung                  |
| 2018   | U15          | Daniel Bielin          | Natalie Chi             | Adrian Mar Andrew Wang                    | Natalie Chi Kalea Sheung               | Andrew Wang Jolie Wang                         |
| 2018   | U13          | Adam Tay               | Veronica Yang           | Jeffrey Chang Kyle Wang                   | Chloe Ho Veronica Yang                 | Weslie Chen Veronica Yang                      |
| 2018   | U11          | Oliver Chen            | Lyric Su                | Oliver Chen Ricky Tao                     | Paula Guo Lyric Su                     | Oliver Chen Lyric Su                           |
| 2019   | U19          | Brian Yang             | Natalie Chi             | Jonathan Chien Brian Yang                 | Crystal Lai Wendy Zhang                | Jonathan Chien Crystal Lai                     |
| 2019   | U17          | Victor Lai             | Jeslyn Chow             | Henry Tang Joshua Yang                    | Rachel Chan Jeslyn Chow                | Victor Lai Jessica Cheng                       |
| 2019   | U15          | Josh Nguyen            | Francesca Corbett       | Arthur Lee Jerry Yuan                     | Francesca Corbett Allison Lee          | Aaron Bai Allison Lee                          |
| 2019   | U13          | Linden Wang            | Vera Lin                | Liam Zhang Rongpeng Zhou                  | Jasmine La Jasmine Yeung               | Garret Tan Carryssa Caryn Bun                  |
| 2019   | U11          | Solomon Tong           | Susanna Wang            | John Fu Ethan Yuen                        | Kelly Liu Susanna Wang                 | Ethan Yuen Rosey Yin                           |
| 2021   | U19          | Ryan Ma                | Natalie Chi             | Aaron Low Adrian Mar                      | Allison Lee Francesca Corbett          | Joshua Yuan Allison Lee                        |
| 2021   | U17          | Robert Shekhtman       | Fernanda Munar Solimano | Neil Ganguly Michael Xu                   | Reanne Chan Chloe Ho                   | Neil Ganguly Andrea Li                         |
| 2021   | U15          | Linden Wang            | Audrey Chang            | Arden Lee Calvin Zhou                     | Bettie Huang Emily Liu                 | Linden Wang Mia Hundley                        |
| 2021   | U13          | Shriyans Bhagavatula   | Micah Cruz              | Akshaj Reddy Donthi Rylan Tan             | Sydney Li Xinyan Zeng                  | Rylan Tan Micah Cruz                           |
| 2022   | U19          | Josh Nguyen            | Jackie Dent             | Aaron Bai Ryan Ma                         | Jessica Cheng Nong Sophia              | Josh Nguyen Chloe Hoang                        |
| 2022   | U17          | Kevin Wang             | Mia Zhang               | Kai Chong Linden Wang                     | Mia Hundley Emma Wei                   | Kyle Wang Ella Lin                             |
| 2022   | U15          | Oliver Chen            | Nicole Krawczyk         | Oliver Chen Ricky Tao                     | Angela Ye Jasmine Yeung                | Vaughn Zhao Jasmine Yeung                      |
| 2022   | U13          | Vincent Chen           | Annie Meng              | Vincent Chen Aarya Vijay                  | Susanna Wang Fulgencia Simmons Zhang   | Michael Zubin Sun Rosey Yin                    |
| 2023   | U19          | Ryan Ma                | Veronica Yang           | Isaac Yang Weslie Chen                    | Chloe Ho Ella Lin                      | Ryan Ma Veronica Yang                          |
| 2023   | U17          | Asher Bedi             | Emma Meng               | Anderson Lin William Ye                   | Mengyao Tian Kaylee Sichen Wang        | Rongpeng Zhou Emma Meng                        |
| 2023   | U15          | Evan Liu               | Micah Henares Cruz      | Arush Shyam Chitgopkar Abhi Ram Mandanapu | Micah Henares Cruz Brianna Yu-Qian Lee | Shriyans Ankith Bhagavatula Micah Henares Cruz |
| 2023   | U13          | Rithik Rasamsetti      | Joanne Li               | Seth Li Rithik Rasamsetti                 | Kimaya Krishna Joanne Li               | Rithik Rasamsetti Tvisha Modi                  |
| 2024   | U19          | Asher Bedi             | Kaylee Sichen Wang      | Weslie Chen Kyle Wang                     | Mengyao Tian Kaylee Sichen Wang        | Oliver Chen Lyric Su                           |
| 2024   | U17          | Nihal Kadamba          | Jasmine Yeung           | Nihal Kadamba Justin Kan                  | Zoey Tan Cassidy Yeh                   | Arush Shyam Chitgopkar Sophia Jia              |
| 2024   | U15          | Rithik Rasamsetti      | Annie Meng              | Michael Zubin Sun Stanley Rui Yang Zhang  | Annie Meng Katie Wong                  | Anirud Veldanda Annie Meng                     |
| 2024   | U13          | Jacob Zhou             | Alice Meng              | Srineet Atluri Mikael Chang               | Alice Meng Sophia Sun                  | Srineet Atluri Stephanie Song                  |
| 2025   | U19          | Garret Tan             | Audrey Chang            | Youshi Chen Tian Qi Zhang                 | Audrey Chang Jasmine Yeung             | Tian Qi Zhang Audrey Chang                     |
| 2025   | U17          | Kevin Yang             | Lydia Chao              | Evan Liu Justin Xia                       | Sasha Suman Yalan Zhu                  | Jaden Ke Hong Chen Chloe Kai                   |
| 2025   | U15          | Victor Ma              | Vivian Feng             | Victor Ma Andy Zeng                       | Vivian Feng Michelle Zhang             | William Geng Vivian Feng                       |
| 2025   | U13          | Varish Karri           | Valiree Zhou            | Melvin Cui Aditya Namboodiripad           | Lilian Feng Keira Winarto              | Varish Karri Keira Winarto                     |

## Teams U19 (U18)

### Medaillengewinner
| Jahr | Gold               | Silber             | Bronze             |
| ---- | ------------------ | ------------------ | ------------------ |
| 1977 |                    |                    |                    |
| 1980 |                    |                    |                    |
| 1981 | Peru               | Kanada             | Vereinigte Staaten |
| 1988 | Kanada             | Peru               | Vereinigte Staaten |
| 1990 | Guatemala          | Vereinigte Staaten | Mexiko             |
| 1991 | Guatemala          |                    |                    |
| 1992 | Peru               | Guatemala          |                    |
| 1994 | Guatemala          |                    |                    |
| 1996 | Vereinigte Staaten | Kanada             | Peru               |
| 1998 | Kanada             | Vereinigte Staaten | Jamaika            |
| 2000 | Kanada             | Vereinigte Staaten | Kuba               |
| 2002 | Vereinigte Staaten | Peru               | Suriname           |
| 2004 | Vereinigte Staaten | Kanada             | Peru               |
| 2006 | Peru               | Kanada             | Vereinigte Staaten |
| 2007 | Vereinigte Staaten | Peru               | Kanada             |
| 2008 | Peru               | Mexiko             | Vereinigte Staaten |
| 2009 | Vereinigte Staaten | Peru               | Kanada             |
| 2010 | Vereinigte Staaten | Peru               | Kanada             |
| 2011 | Kanada             | Brasilien          | Guatemala          |
| 2012 | Vereinigte Staaten | Kanada             | Brasilien          |
| 2013 | Kanada             | Brasilien          | Vereinigte Staaten |
| 2014 | Vereinigte Staaten | Brasilien          | Mexiko             |
| 2015 | Vereinigte Staaten | Brasilien          | Kanada             |
| 2016 | Kanada             | Brasilien          | Vereinigte Staaten |
| 2017 | Vereinigte Staaten | Kanada             | Brasilien          |
| 2018 | Kanada             | Brasilien          | Vereinigte Staaten |
| 2019 | Kanada             | Vereinigte Staaten | Brasilien          |
| 2021 | Vereinigte Staaten | Brasilien          | Mexiko             |
| 2022 | Vereinigte Staaten | Kanada             | Brasilien          |
| 2023 | Vereinigte Staaten | Kanada             | Peru               |
| 2024 | Vereinigte Staaten | Kanada             | Mexiko             |
| 2025 | Vereinigte Staaten | Kanada             | Brasilien          |

### Endspielergebnisse
| Jahr | Sieger             | Silber             | Ergebnis |
| ---- | ------------------ | ------------------ | -------- |
| 1981 | Peru               | Kanada             |          |
| 1988 | Kanada             | Peru               | 5–0      |
| 1990 | Guatemala          |                    |          |
| 1991 | Guatemala          | Vereinigte Staaten |          |
| 1992 | Peru               | Guatemala          |          |
| 1994 | Guatemala          |                    |          |
| 1996 | Vereinigte Staaten | Kanada             | 3–2      |
| 1998 | Kanada             | Vereinigte Staaten |          |
| 2000 | Kanada             | Vereinigte Staaten | 3–2      |
| 2002 | Vereinigte Staaten | Peru               | 3–0      |
| 2004 | Vereinigte Staaten | Kanada             | 3–0      |
| 2006 | Peru               | Kanada             | 3–1      |
| 2007 | Vereinigte Staaten | Peru               | 3–1      |
| 2008 | Peru               | Mexiko             | 3–1      |
| 2009 | Vereinigte Staaten | Peru               | 3–2      |
| 2010 | Vereinigte Staaten | Peru               | 3–1      |
| 2011 | Kanada             | Brasilien          | 3–1      |
| 2012 | Vereinigte Staaten | Kanada             | 3–1      |
| 2013 | Kanada             | Brasilien          | 3–1      |
| 2014 | Vereinigte Staaten | Brasilien          | 3–1      |
| 2015 | Vereinigte Staaten | Brasilien          | 3–2      |
| 2016 | Kanada             | Brasilien          | 3–1      |
| 2017 | Vereinigte Staaten | Kanada             | 3–1      |
| 2018 | Kanada             | Brasilien          | 3–2      |
| 2019 | Kanada             | Vereinigte Staaten | 3–0      |
| 2021 | Vereinigte Staaten | Brasilien          | 3–0      |
| 2022 | Vereinigte Staaten | Kanada             | 3–2      |
| 2023 | Vereinigte Staaten | Kanada             | 3–0      |
| 2024 | Vereinigte Staaten | Kanada             | 3–1      |
| 2025 | Vereinigte Staaten | Kanada             | 3–1      |